# Borbátvíz
Borbátvíz (románul: Râu Bărbat) falu Romániában, Erdélyben, Hunyad megyében.

## Nevének eredete
Neve a 'férfi' jelentésű, de itt valószínűleg személynévként használt román bărbat szóból való, patakjára alkalmazva. 1391-ben Barbaduize, 1404-ben Barbaadvyz, 1411–12-ben Burbaduize, 1507-ben Barbathwyze alakban említették.

## Fekvése
A Hátszegi-medencében, Hátszegtől 21 kilométerre délkeletre, a Retyezát északi lábánál fekszik.

## Népesség

### Etnikai és vallási megoszlás
- 1880-ban 278 lakosából 183 fő román, 88 magyar anyanyelvűnek vallotta magát; 187 a görögkatolikus, 68 a református, 21 pedig a római katolikus egyház tagja volt.
- 2002-ben 198 lakosából 196 volt román és két magyar nemzetiségű; 195 ortodox vallású.

## Története

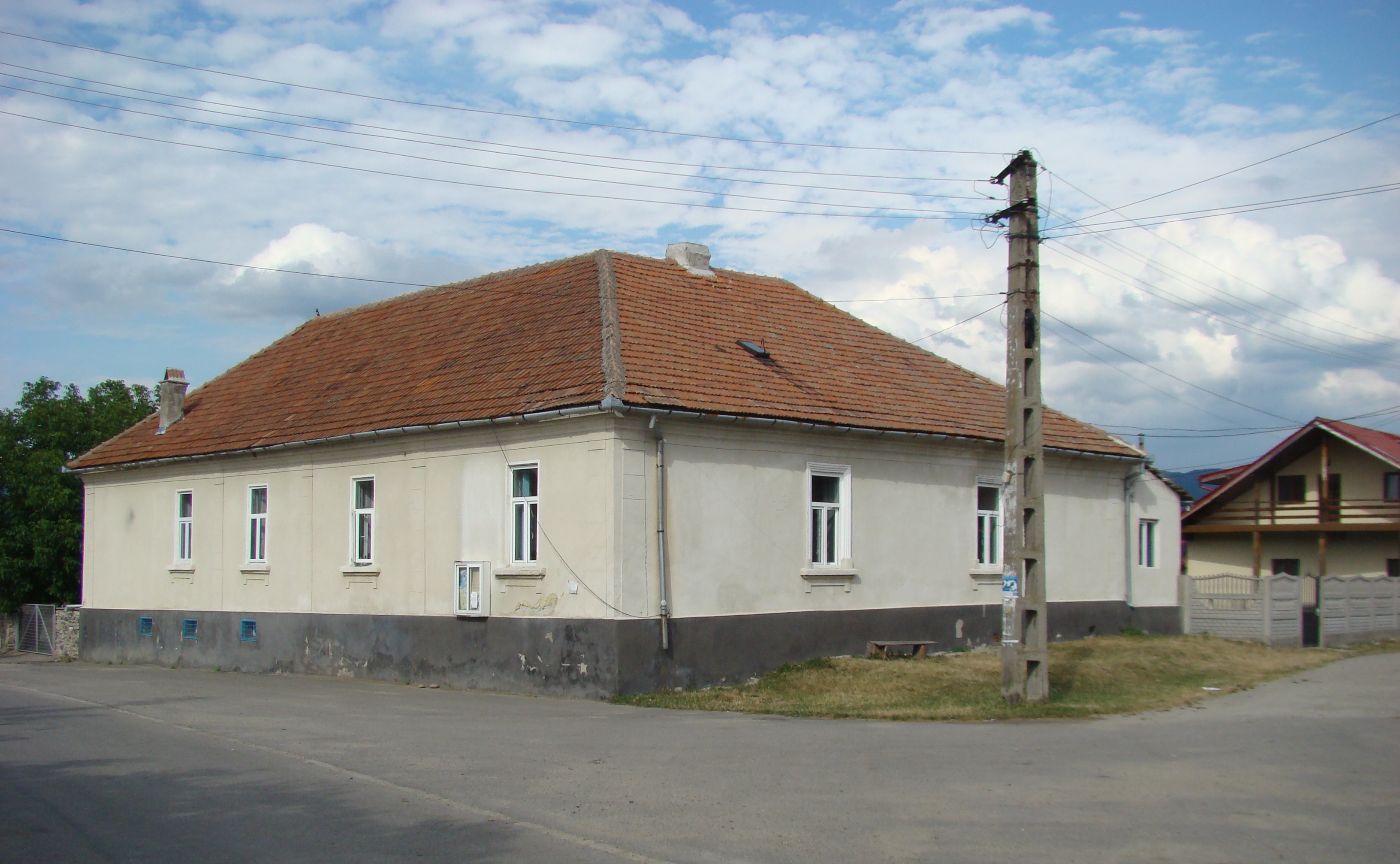
Idősek otthona

1411–12-ben kenézeit és Dabrotát, a helyi románok papját említették. A borbátvízi kenézek a 14. században kőtemplomot emeltek maguknak, utódaik a kora újkorban erős kisnemesi közösséget alkottak. A 17. században református hitre tértek. Református egyházközsége 1719-ben önállósodott Hátszegtől, a hívek kérésére 1723-ban román anyanyelvű lelkészt küldtek az addigi magyar helyett. 1750 előtt Fehérvíz társegyháza volt. 1766-ban ref. egyháza Ponorral és Seréllel együtt 39 férfit és 42 nőt számlált, patrónusai, tehát a helyi birtokosok a Barcsay, a Naláczi, a Zeyk és a Kendeffy családok voltak. A templomot ekkor közösen használták az ortodox gyülekezettel. A templomhoz 1796-ban tornyot építettek, 1841-ben romos épületként írták le. 1786-ban 499 lakosának 44%-a volt jobbágy, 28%-a zsellér, 25%-a pedig nemes. 1784-ben a parasztfölkelők tették tönkre több nemesi kúriáját, 1788-ban a török hadak pusztították. 1808-ban és 1875-ben járási székhely volt, később a puji járáshoz tartozott. Az 1858-ban alapított görögkatolikus iskola 1861-től magyar tannyelvvel működött, majd 1879-ben államosították. Ezután négy évtizeden keresztül a falu egyetlen iskolája volt, sőt ide jártak a hobicai és uriki gyerekek is. Ennek ellenére lakosságának zöme nem tanult meg magyarul. A kolozsvár–nagyszebeni egyetem munkatársai 1943-ban végeztek benne monografikus kutatást, amelynek anyaga máig kiadatlan. Ekkoriban csak a korábban nemesi jogállású családok birtokoltak földet – a tíz-tizenkét református vallású „magyar” nemesi család és a görögkatolikus vallású „román” nemesek. A kollektivizálás idején a református templom tornyát ledöntötték, az épületben a termelőszövetkezet istállója működött. Az 1960-as években teljesen rommá vált. A település mai egyetlen temploma, az ortodox (korábban görögkatolikus) 1896-ban épült. (A görögkatolikusoknak korábban fatemplomuk volt.)

## Híres emberek
- Itt született 1866-ban Fabró Henrik gyorsíró, az MTI elnöke.